# Manslagt
Manslagt is een plaats in de Duitse gemeente Krummhörn, deelstaat Nedersaksen, en telt 410 inwoners (2012).
Het dorp ligt tussen Pilsum en Groothusen op een warft. Rond 1400 werd hier de kerk van Manslagt gebouwd.
Campen · Canum · Eilsum · Freepsum · Greetsiel · Grimersum · Groothusen · Hamswehrum · Jennelt · Loquard · Manslagt · Pewsum · Pilsum · Rysum · Upleward · Uttum · Visquard · Woltzeten · Woquard

Nedersaksen: Steden en gemeenten      Duitsland: Deelstaten · Gemeenten